# SGI Indigo

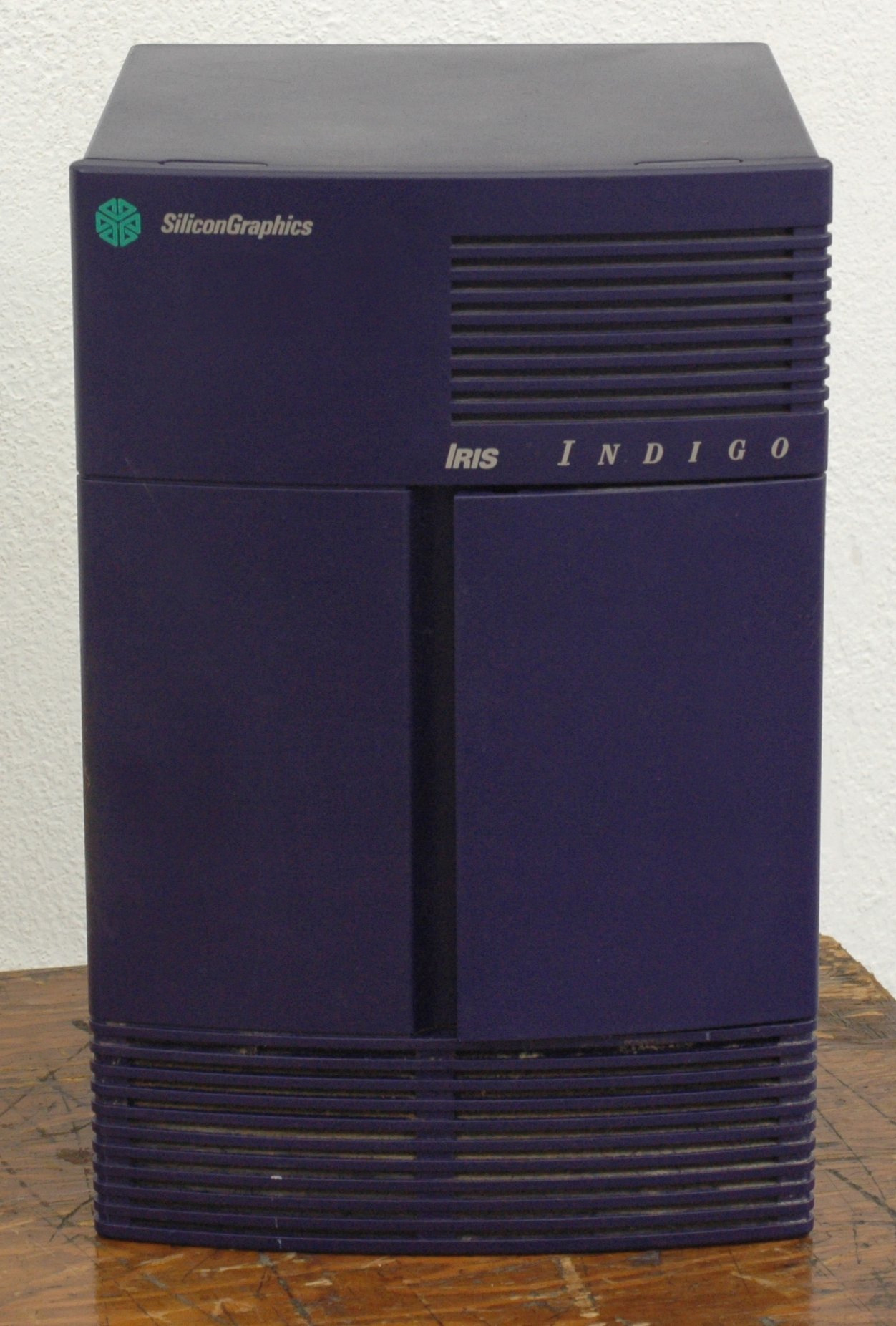
SGI Indigo — вид спереди

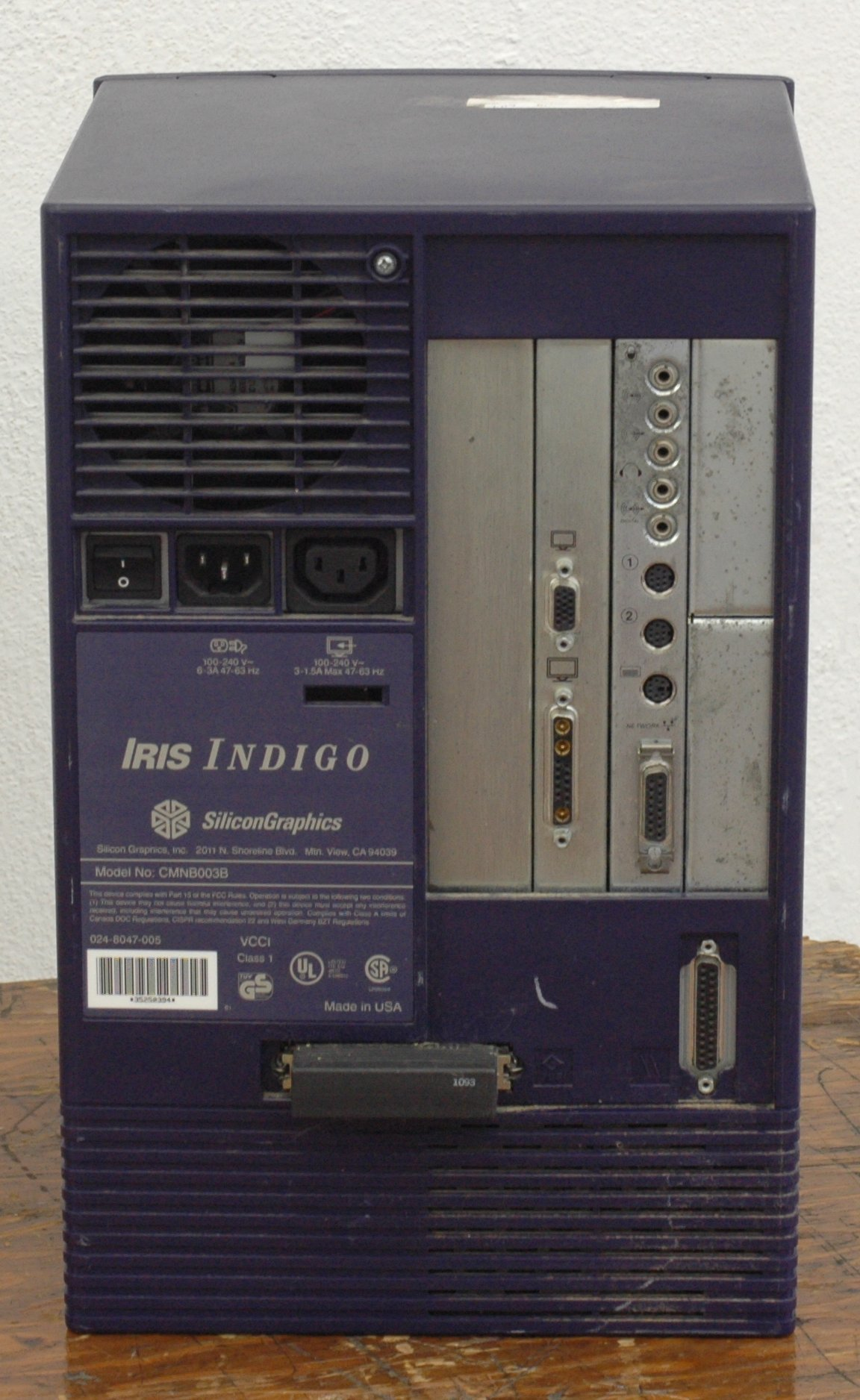
SGI Indigo — вид сзади

Indigo (или IRIS Indigo) — линейка рабочих станций, разработанная корпорацией Silicon Graphics, Inc. Первая модель под кодовым именем «Hollywood» была представлена 22 июля 1991. Она имела процессорную плату IP12, на которой размещались 32-битный процессор MIPS R3000A и слоты оперативной памяти до 96 МБ. Следующая версия (кодовое имя «Blackjack») основывалась на плате IP20, которая содержала два процессорных модуля (PM1 или PM2) с 64-битными микропроцессорами MIPS R4000 (100 МГц) или R4400 (100 или 150 МГц), реализующими систему команд MIPS-III.
На компьютерах Indigo работала операционная система IRIX, вариант UNIX от SGI. Indigo с процессорами R3000 поддерживались IRIX до версии 5.3, тогда как Indigo с процессорами R4000 и R4400 поддерживаются всеми версиями IRIX, включая последнюю 6.5.22. Операционная система NetBSD поддерживает все модели Indigo.
Машины Indigo были вытеснены более современными моделями SGI Indigo2 (в дешёвом сегменте SGI Indy), хотя они продолжали использоваться в некоторых отраслях до 2000 года.